# Каннер, Юрий Исаакович
Ю́рий Исаа́кович Ка́ннер (род. 20 мая 1955 года, Каменный Брод (Барановский район) Житомирской области, Украинская ССР) — российский еврейский общественный деятель, предприниматель, 6-й президент Российского еврейского конгресса с 14 мая 2009 года.

## Генеалогическое древо семьи
По материнской линии отца генеалогическое древо коренится в династии Чернобыльских ребе Тверских. Прямым предком является основатель Макаровской династии святой ребе Нахум Тверской из Макарова (1805—1852), родоначальник четвёртого поколения Чернобыльской династии. Прапрадед, прадед и дед по материнской линии отца — Тверские — похоронены в Бердичеве. Отцовская линия отца по деду — Каннер — прослеживается до родоначальника хасидизма Бааль Шем Това. Дед по линии матери — Сегал. 

## Биография
Родился на Украине в посёлке городского типа Каменный Брод, бывшем еврейском местечке. В интервью израильскому порталу «IzRus» Ю. И. Каннер сказал: «Я еврей из местечка, чьи предки погибли в Катастрофе».
В 1976 году окончил Саратовский экономический институт и по распределению был направлен в село Нижняя Тавда Тюменской области, где впоследствии стал заместителем председателя колхоза «Большевик», одного из крупнейших в Сибири.
C 1993 года проживает в Москве. Кандидат экономических наук.  

### Бизнес
В 1990-х годах был гендиректором ЗАО «Межотраслевой консорциум „Интерсплав“», занимавшегося строительством и реставрацией зданий в центре столицы по инвестиционным контрактам с мэрией Москвы. Является соучредителем семи компаний, связанных со строительной деятельностью и операциями с недвижимостью.

### Общественная деятельность
Ю. И. Каннер ведёт активную общественную деятельность.
14 мая 2009 года президиум Российского еврейского конгресса (РЕК) утвердил кандидатуру Ю. И. Каннера на должность президента организации.
Выступая после избрания президентом РЕК, Каннер заявил: «Миссия Российского еврейского конгресса — способствовать формированию в России плюралистического еврейского сообщества, которое гордится своим прошлым, твердо стоит на российской земле и обращено лицом к Иерусалиму». По словам Каннера, для РЕК крайне важно развивать те программы, которые привлекли бы новых людей к общинной жизни. Одной из основных задач Конгресса он считает формирование по всей стране самоуправляемых и самофинансируемых еврейских общин.
После создания РЕК в 1996 году Ю. И. Каннер стал шестым президентом этой организации.
Ю. И. Каннер входит в состав Попечительского совета Московской еврейской религиозной общины (МЕРО), в ведении которой находится Московская хоральная синагога.
Принимает активное участие в ряде благотворительных и мемориальных проектов и программ, является руководителем международных проектов «Вернуть достоинство» и «Бабьи Яры России», в рамках которых ведется работа по исследованию мест массовых захоронений жертв Холокоста.
2 сентября 2009 года в Москве председатель Еврейского агентства («Сохнут») Натан Щаранский и президент Российского еврейского конгресса (РЕК) Юрий Каннер подписали соглашение о стратегическом сотрудничестве в области еврейского образования в России.
С 2017 года член Общественного совета Московского еврейского кинофестиваля.
6 января 2020 года в блоге на "Эхо Москвы", сравнил Богдана Хмельницкого с Адольфом Гитлером.

### Семья
Вдовец. Трое детей и 11 внуков.